# Neubronn (Weihenzell)
Neubronn (fränkisch: Naibrunn) ist ein Gemeindeteil der Gemeinde Weihenzell im Landkreis Ansbach (Mittelfranken, Bayern). Neubronn liegt in der Gemarkung Haasgang.

## Geografie
In der Nähe des Weilers entspringt der Itzelsbach, ein rechter Zufluss des Mettlachbachs. Im Osten grenzt das Waldgebiet Adelmannsdorfer Schlag an. Die Kreisstraße AN 9 führt nach Zellrüglingen (2,5 km südlich) bzw. nach Haasgang (1,5 km nördlich).

## Geschichte
Aus der ungünstigen Ortslage und aus dem Präfix Neu- kann man schließen, dass Neubronn eine Spätsiedlung ist, die wohl zwischen dem 11. und 13. Jahrhundert an einer „neuen Quelle“ (dem Itzelsbach) gegründet wurde. Erstmals urkundlich erwähnt wurde der Ort 1281 als „Niwenbrunne“.
Im 16-Punkte-Bericht des Oberamtes Ansbach von 1684 wurden für Neubronn 5 Mannschaften verzeichnet: 2 Anwesen (beide Halbhöfe) unterstanden dem Hofkastenamt Ansbach und 3 Anwesen dem Stiftsamt Ansbach. Außerdem gab es das Hirtenhaus und die Schmiede, beides kommunale Gebäude. Das Hochgericht und die Dorf- und Gemeindeherrschaft übte das brandenburg-ansbachische Hofkastenamt Ansbach aus.
Gegen Ende des 18. Jahrhunderts gab es in Neubronn 8 Anwesen. Das Hochgericht und die Dorf- und Gemeindeherrschaft übte weiterhin das Hofkastenamt Ansbach aus. Alleiniger Grundherr war das Fürstentum Ansbach (Hofkastenamt Ansbach: 2 Halbhöfe, 1 Leerhaus; Stiftsamt Ansbach: 4 Halbhöfe, 1 Gut). Neben den Anwesen gab es kommunale Gebäude (Hirtenhaus, Brechhaus). Es gab zu dieser Zeit 7 Untertansfamilien. Von 1797 bis 1808 unterstand der Ort dem Justiz- und Kammeramt Ansbach.
Im Rahmen des Gemeindeedikts wurde Neubronn dem 1808 gebildeten Steuerdistrikt Wernsbach und der 1811 gegründeten Ruralgemeinde Wernsbach zugeordnet. Am 27. Juli 1830 wurde Neubronn in die neu gebildete Gemeinde Haasgang umgemeindet. Nach dem Grundsteuerkataster der Steuergemeinde Neubronn von 1833 gab es in der Siedlung 10 Anwesen, 6 davon Halbhöfe, das Gemeindehirtenhaus, ein Lehrhaus der „Potaschensiederen“, einen Metzger- und einen Schuhmachermeister.
Im Zuge der Gebietsreform in Bayern wurde Neubronn am 1. Juli 1972 nach Weihenzell eingemeindet.

## Einwohnerentwicklung
| Jahr      | 001818 | 001840 | 001861 | 001871 | 001885 | 001900 | 001925 | 001950 | 001961 | 001970 | 001987 | 001999 | 002011 | 002017 |
| Einwohner | 52     | 81     | 53     | 60     | 47     | 54     | 56     | 66     | 40     | 48     | 38     | 34     | 32     | 33     |
| Häuser    | 10     | 10     |        |        | 11     | 11     | 9      | 8      | 8      |        | 8      |        |        |        |
| Quelle    | [ 16 ] | [ 17 ] | [ 18 ] | [ 19 ] | [ 20 ] | [ 21 ] | [ 22 ] | [ 23 ] | [ 24 ] | [ 25 ] | [ 26 ] | [ 27 ] |        | [ 1 ]  |

## Religion
Der Ort ist seit der Reformation evangelisch-lutherisch geprägt und nach St. Jakob (Weihenzell) gepfarrt. Die Einwohner römisch-katholischer Konfession waren zunächst nach St. Ludwig (Ansbach) gepfarrt, seit 1970 ist die Pfarrei Christ König (Ansbach) zuständig.